# الإجهاض والصحة العقلية
لاتزال العلاقة بين الإجهاض والصحة العقلية (بالإنجليزية: Abortion and mental health) محل جدل سياسي حيث وجدت دراسات طبية كبيرة أن النساء اللاتي أجهضن حملهن في الثلث الأول أكثر عرضة للإصابة بأمراض عقلية من اللاتي قد أكملن مدة حملهن كاملة.  لم تكن الأدلة واضحة بخصوص الحالات الأخرى مثل: الإجهاض المتكرر أو إنهاء أواخر الحمل بسبب إصابة الجنين بتشوهات. وعوامل  أخرى موجودة مسبقاً في حياة المرأة مثل: تعلقها بحملها، أو قلة المساندة الاجتماعية، أو أمراض نفسية موجودة مسبقاً. كما أن الآراء المتحفظة ضد الإجهاض تزيد من احتمال التعرض للمشاعر السلبية بعد الإجهاض. رغم أن الدراسات قد أظهرت ارتباط الأمراض العقلية بأكثر من إجهاض واحد، مثل: كالتي تسببت في ظروف الإجهاض في المرات السابقة.

## الخلفيات
اكتشفت الجمعية الأمريكية لعلم النفس في عام 1990«أن ردات الفعل السلبية الحادة (بعد الإجهاض) نادرة مقارنة مع تلك التي تنتج بسبب ضغوط الحياة العادية» وحدثت الجمعية الأمريكية لعلم النفس بياناتها في أغسطس عام 2008 بعد ظهور أدلة جديدة، واستنتجت أن نهاية حمل المرأة الغير المتوقع في المراحل الأولى لا يزيد من فرصة إصابتهن بمشاكل الأمراض العقلية.
وأظهرت مراجعة منهجية في الأدب الطبي للإجهاض والأمراض العقلية  عام 2008  أن الدراسات ذات الجودة العالية أظهرتا القليل أو عدم وجود أمراض عقلية نتيجة للإجهاض في حين أن الدراسات ذات الجودة المنخفضة أظهرت نتائج سلبية.  ونشر المركز الوطني التعاوني للأمراض النفسية في المملكة المتحدة في شهر ديسمبر 2011 عن مراجعة منهجية لأدلة متاحة تظهر نفس النتيجة أن الإجهاض في مراحل الحمل الأولى لا يزيد من احتمالية الإصابة بمشاكل الأمراض العقلية مقارنة باللاتي يكملن مدة حملهن.
رغم ثقل وزن الآراء الطبية التي تقول أن الإجهاض في مراحل الحمل الأولى (أغلب الإجهاضات) لا تتسبب في زيادة مخاطر الإصابة بالأمراض العقلية مقارنة باللاتي أنجبن، واستمرت مزاعم  ُدعاة مكافحة الإجهاض بربط الإجهاض بمشاكل الأمراض العقلية، وأطلقوا عليها اسم متلازمة ما بعد الإجهاض للإشارة للمشاعر النفسية السلبية المرتبطة مع الإجهاض. وعلى الرغم من ذلك فإن «متلازمة ما بعد الإجهاض» لم يتم الاعتراف بها كمتلازمة حقيقية من قبل الجمعية الأمريكية لعلم النفس أو المركز الوطني التعاوني للأمراض النفسية. وجادل الأطباء ومؤيدو الإجهاض أن الجهود المبذولة للترويج لـ«متلازمة ما بعد الإجهاض» هي خدعة يستخدمها معارضي الإجهاض لأهداف سياسية. وأوجب المجلس التشريعي الأمريكي في بعض الولايات إخبار المريضة أن الإجهاض يزيد من مخاطر الإصابة بالاكتئاب، والانتحار، بالرغم من عدم  اعتراف منظمة الصحة العقلية أو المنشورات الطبية ذات الجودة العالية بهذه الحقائق.

## الأمراض النفسية وقانون الإجهاض
بموجب قرار روي في وادي الصادر من المحكمة العليا في الولايات المتحدة في عام 1973صرح أن الحكومة قد لا تمنع الإجهاض في مراحل الحمل الأخيرة عندما «يكون هناك خطر على حياة أو صحة المرأة» حتى لو تسبب ذلك في وفاة الجنين. سُن البند  عام 1973 بعد قرار القاضي ديو في بولتون والذي حدد «يمكن ممارسة الحكم الطبي في ضوء جميع العوامل: الجسدية، والعاطفية، والنفسية، والاسرية بالإضافة إلى عمر المرأة إن كان له علاقة بمصلحة المريض.»  وبموجب هذا البند فان النساء في الولايات المتحدة يمكنهن اختيار الإجهاض بشكل قانوني إذا أظهرت الأشعة وجود تشوهات في الجنين.
تسمح المملكة المتحدة بالإجهاض في مراحل الحمل الأخيرة بموجب قانون الإجهاض المقر عام 1967 ولكن بشرط ان يوافق طبيبان ان حمل المرأة حتى ولادتها يضر بصحتها سواء نفسياً أو عقلياً. ولا يتم تطبيق هذا القانون بشمال ايرلاندا حيث أن أغلب الاجهاضات تكون بصورة غير قانونية.